# Gaściewicze
Gaściewicze (lit. Gasčionys) − wieś na Litwie, w rejonie solecznickim, 5 km na północ od Solecznik, zamieszkana przez 40 ludzi. Przed II wojną światową w Polsce, w powiecie wileńsko-trockim województwa wileńskiego.